# Melbourne General Cemetery

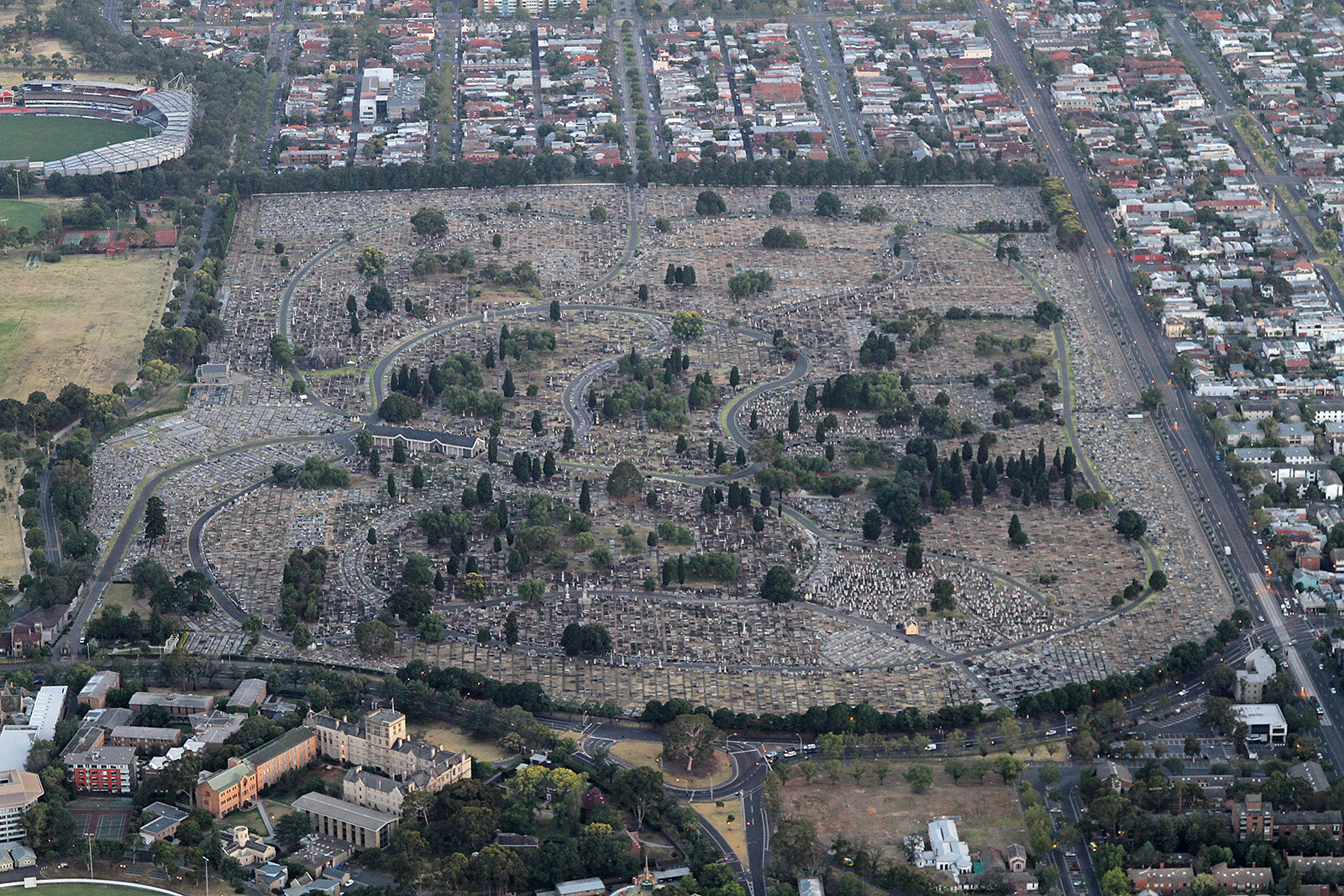
Luchtfoto

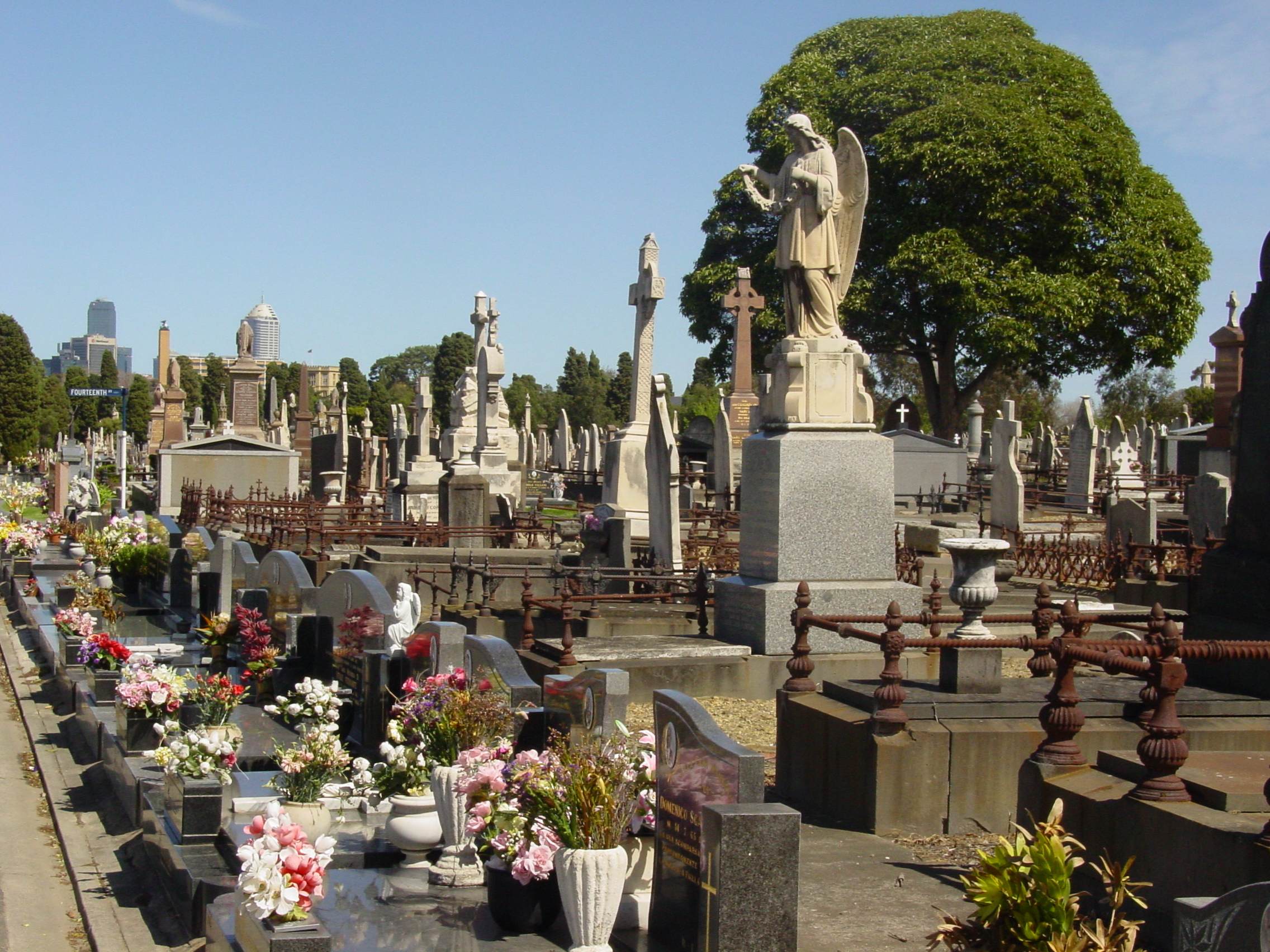
Melbourne General Cemetery.

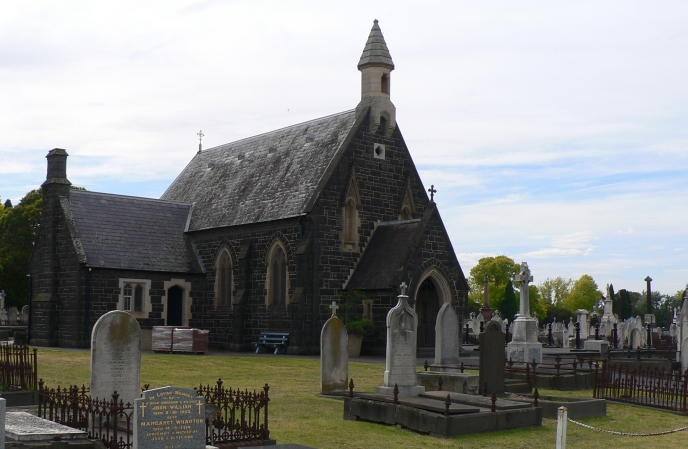
Kapel.

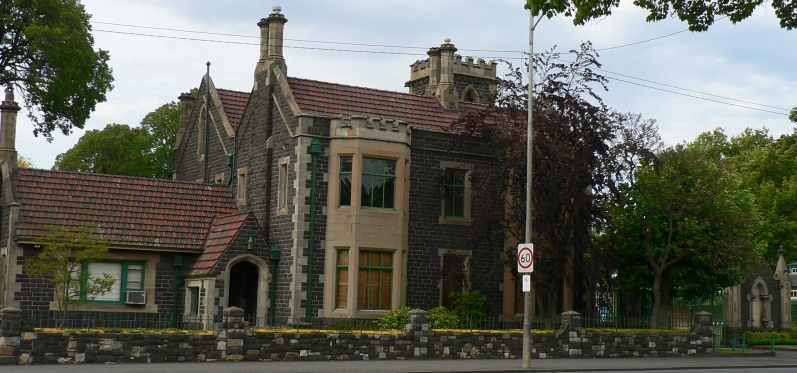
Gatehouse.

Melbourne General Cemetery is een begraafplaats in Melbourne, Australië. Het bevindt zich ten noorden van de Universiteit van Melbourne, in Carlton North en ten oosten van Princes Park. Het terrein is 43 hectare groot. Op het terrein bevinden zich verscheidene gebouwen, waaronder een rooms-katholieke kapel, een joodse kapel en een monument voor Joodse slachtoffers van de Holocaust.

## Overzicht
De begraafplaats werd opgericht in 1852. Op 28 mei 1853 werd de eerste begrafenis uitgevoerd, namelijk van John Alexander Burnett. Op de begraafplaats hebben allerlei bekende personen hun laatste rust- of gedenkplaats, waaronder John Pascoe Fawkner, John Gorton en Harold Holt.
Op de begraafplaats bevindt zich ook het Gatehouse Mausoleum, de Prime Minister’s Garden (met een gedenkmuur voor alle ministers-presidenten van Australië en een gedenkplaats voor Elvis Presley. Er is een Chinees gedeelte op de begraafplaats met een oven maar deze wordt tegenwoordig niet veel meer gebruikt.
In 2003 verscheen het boek The Melbourne General Cemetery geschreven door Don Chambers om de 150-jarige geschiedenis van de begraafplaats te gedenken.

## Graven en/of gedenkplaatsen
Onder meer de volgende personen hebben op Melbourne General Cemetery hun laatste rust- of gedenkplaats:
- Redmond Barry
- Robert O'Hara Burke
- William John Turner Clarke
- Kelvin Coe
- John Pascoe Fawkner
- John Gorton
- Harold Holt
- Peter Lalor
- Walter Lindrum
- Michael Magner
- Emily Mather
- Robert Menzies
- William Ramsay
- James Henry Scullin
- William John Wills